# Papilio lampsacus
Papilio lampsacus là một loài bướm thuộc họ Bướm phượng (Papilionidae). 
Loài Papilio lampsacus được mô tả năm 1836 bởi Boisduval. Loài bướm Papilio lampsacus sinh sống ở .